# Daraga
Daraga è una municipalità di prima classe delle Filippine, situata nella Provincia di Albay, nella Regione del Bicol.
Daraga è formata da 54 baranggay:
- Alcala
- Alobo
- Anislag
- Bagumbayan
- Balinad
- Bañadero
- Bañag
- Bascaran
- Bigao
- Binitayan
- Bongalon
- Budiao
- Burgos
- Busay
- Cullat
- Canaron
- Dela Paz
- Dinoronan
- Gabawan

- Gapo
- Ibaugan
- Ilawod Area Pob. (Dist.2)
- Inarado
- Kidaco
- Kilicao
- Kimantong
- Kinawitan
- Kiwalo
- Lacag
- Mabini
- Malabog
- Malobago
- Maopi
- Market Area Pob. (Dist. 1)
- Maroroy
- Matnog
- Mayon

- Mi-isi
- Nabasan
- Namantao
- Pandan
- Peñafrancia
- Sagpon
- Salvacion
- San Rafael
- San Ramon
- San Roque
- San Vicente Grande
- San Vicente Pequeño
- Sipi
- Tabon-tabon
- Tagas
- Talahib
- Villahermosa